# 迈廷根
迈廷根（德語：Meitingen）是德国巴伐利亚州的一个市镇。总面积29.88平方公里，总人口11032人，其中男性5444人，女性5588人（2011年12月31日），人口密度369人/平方公里。

## 友好城市
- 法國 普佐日